# 이토록 오랜 이별
《이토록 오랜 이별》는 2018년 10월 19일에 방영한 《KBS 드라마 스페셜 2018》 시리즌 중 여섯 번째 작품이다.

## 등장 인물

### 주요 인물
- 장희진 : 정이나(31세) 역

비뜰 대리. 오직 성실함을 무기로 견뎌온 6년차 편집자이며, 연애에도 성실해서 8년째 상희와 연애를 지속하고 있다. 재능 있는 소설가였던 상희 때문에 편집자의 길을 선택했을 만큼 헌신적이지만, 자기 자신에 대한 확신은 부족한 편이며, 때때로 무엇인지 모를 공허감을 느끼곤 한다. 결혼을 하면 나아지지 않을까 생각하고 있다.
- 임주환 : 배상희(35세) 역

소설가. 5년 전 첫 장편소설을 메가히트시키며 무려 50만부를 팔아치우고, 신인으로서는 파격적인 선인세 1억을 받았다. 그 후로 아무것도 못 쓰게 되면서 출판사에서 계약금을 다시 내놓던지, 원고를 내놓던지 하라는 편집자인 여자친구의 재촉을 받는다. 이나를 사랑하는데, 그녀 앞에서 자꾸만 비겁해진다.

### 주변 인물
- 정욱진 : 김민재(31세) 역

대학로 연극 배우. 상희의 첫 장편소설 〈새들은 썸머타임〉을 읽고 처음 웹소설을 쓰기 시작해, 쌓인 실력으로 비뜰의 신인 문학상에 당선되어 프로작가 된다. 순수한 열정과 빛나는 재능이 마치 6년 전 상희처럼 보여, 이나와 상희의 마음을 여러 의미로 뒤흔들어 놓는다.
- 정재성 : 구대표(50세) 역

비뜰 대표. 비뜰을 직원 4명으로 시작해 중견 출판사로 키워냈다. 5년 전 이나를 스카웃하면서 상희를 함께 계약했으나, 그 후 깜깜무소식인 상희 때문에 속이 탄다.
- 백은혜 : 엄귀정(31세) 역

이나의 절친. 대학원 박사과정을 밟고 있다.
- 송진우 : 송창연(35세) 역

상희의 학교 동창. 잘나가는 편에 속하는 젊은 소설가다.
- 유인수 : 나경수(27세) 역

비뜰 국내 문학팀 막내 편집자.

### 그 외 인물
- 하민
- 우성은
- 좌채원
- 정치인

## 시청률
- 전국 시청률 : 2.7%[1]

## 삽입곡
- 윤하 - 〈My Soog and ...〉
- Laura Pausini - 〈Cuando Se Ama〉